# Rivera del Bronco
La rivera del Bronco es un curso de agua del interior de la península ibérica, afluente del río Alagón y perteneciente a la cuenca hidrográfica del Tajo. Su recorrido discurre íntegramente por el norte de la provincia española de Cáceres. Con una longitud de unos 25 km, nace en las sierras ubicadas al norte de El Bronco, pueblo que le da nombre, y desemboca en el Alagón bajo el embalse de Valdeobispo.

## Recorrido
Nace en la sierra del Gorrero, mediante la acumulación de pequeños arroyos ubicados en torno al límite de los términos municipales de Casar de Palomero y Santa Cruz de Paniagua. El curso alto de la rivera tiene lugar a través del norte del término municipal de Santa Cruz de Paniagua, donde se dirige hacia el sur hasta pasar bajo la carretera EX-205 por las afueras occidentales del pueblo también llamado El Bronco, única localidad ubicada junto a este curso de agua. Posteriormente marca el límite municipal entre Santa Cruz de Paniagua y Santibáñez el Bajo y entra totalmente en este último término municipal.
En su curso más bajo pasa por los términos municipales de Aceituna y Montehermoso, marcando en un tramo el límite entre ambos. Su desembocadura tiene lugar en la margen derecha del río Alagón en término de Montehermoso, donde el Alagón marca el límite con el vecino término municipal de Valdeobispo, unos 3 km río abajo del embalse de Valdeobispo sobre el río Alagón y unos 3 km al suroeste del propio pueblo de Valdeobispo. Unos ochocientos metros río abajo de la desembocadura, hacia el oeste, se ubica el puente de Montehermoso de la EX-370 sobre el Alagón.
Su trazado tiene lugar principalmente en zonas de dehesa y matorral, así como terrenos agrícolas de secano; no obstante, a escasos metros de su desembocadura comienzan las tierras de regadío del Alagón, por lo cual antes de su desembocadura sobrevuelan la rivera del Bronco unos tubos del "canal de la Margen Derecha del Alagón", que lleva las aguas del embalse de Valdeobispo a los regadíos de Montehermoso, Coria y alrededores. En el recorrido de la rivera del Bronco hay un único pequeño embalse, denominado Charco Azaol, en término de Santa Cruz de Paniagua.
Junto a su curso bajo, en el término municipal de Montehermoso, se ubica un conjunto de cuevas conocido como Las Potras.
El río aparece descrito en el cuarto volumen del Diccionario geográfico-estadístico-histórico de España y sus posesiones de Ultramar de Pascual Madoz de la siguiente manera:

BRONCO: rivera en la prov. de Cáceres, part. jud. de Granadilla: nace ó se forma de las vertientes meridionales de las sierras que se hallan al N. del l. del Bronco, continuacion de la de Altamira 1/2 leg. del pueblo, baña su térm., los de Santivañez y el de Ahigal, desembocando en el r. Alagon no lejos del punto, donde esta última pobl. tiene constantomente sobre este r. un barco para pasar á tierras de Plasencia, después de 3 leg. de curso en direccion de N. á S.; sus márg. son áridas y escabrosas, su álveo pedregoso con buen caudal de agua, que hace difícil su paso en tiempos de avenidas: tiene un puente moderno de piedra de 2 ojos en las inmediaciones de Santivañez; otro de madera con estribos de piedra cerca del Ahigal, y da movimiento á varios molinos harineros y de aceite: es también útil para el sistema de riegos, y cria alguna pesca de barbos y truchas.
(Madoz, 1846, p. 462)